# 노랑발안테키누스

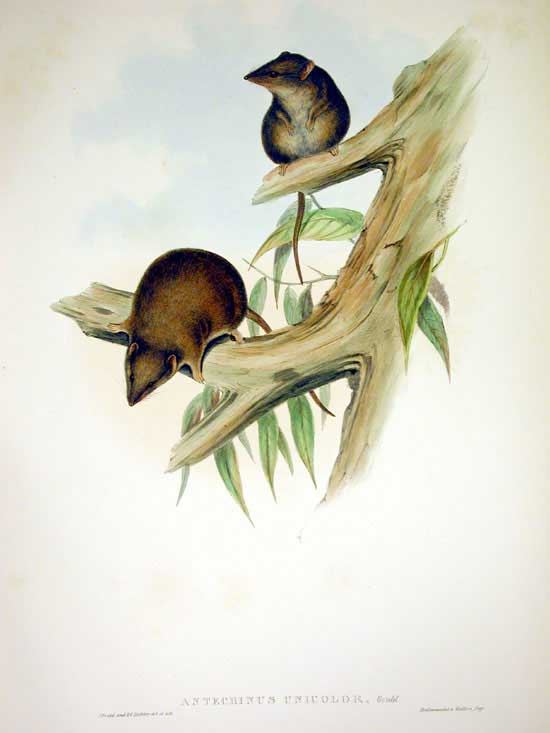

노랑발안테키누스(Antechinus flavipes)는 오스트레일리아에서 발견되는 땃쥐류를 닮은 유대류의 일종이다. 이 종은 독특한 성적인 습성으로 유명하다. 수컷은 격렬한 짝짓기를 하며, 면역 체계가 손상되고 1살이 되기 전에 죽을 정도로 스트레스의 원인이 된다.

## 분류
노랑발안테키누스는 워터하우스(George Robert Waterhouse)가 1838년에 기술했으며, 학명 "플라빕페스(flavipes)"는 구별되는 가장 큰 특징인 "노랑발"(yellow-footed)을 의미한다. 이따금 갈색안테키누스(A. stuartii)와 함께 취급되기도 했다. 주머니고양이과에 속하며, 안테키누스속에서 가장 널리 발견되는 종이다.
3종의 아종이 알려져 있다.
- A. f. flavipes - 퀸즐랜드주 남동부, 뉴사우스웨일스주, 빅토리아주 그리고 사우스오스트레일리아주에서 발견.
- A. f. leucogaster - 웨스턴오스트레일리아주 남서부에서 발견.
- A. f. rubeculus - 퀸즐랜드 주 북동부에서 발견.

## 특징
노랑발안테키누스는 다양한 색의 털을 갖고 있지만 일반적으로 약간 회색빛을 띤다. 다른 두드러진 특징은 눈 주위의 둥글게 난 흰털과 검은색의 꼬리 끝단이다. 뾰족한 주둥이 그리고 통용명이 시사하는 바와 같이 담황색과 노랑-갈색의 짧고 넓은 발을 갖고 있다. 짧은 털과 상당히 긴 꼬리를 갖고 있다. 몸 크기와 형태는 대체적으로 안테키누스속 종들의 일반적인 모습이다. 몸길이는 약 10~13cm이고 몸무게는 약 30g 정도이다.
근연종들과 달리 주행성 동물 습성을 비교적 많이 갖고 있다. 짝짓기 기간은 2주 정도 지속되며, 남부는 8월에 퀸즐랜드주 서식 종은 10월에, 퀸즐랜드 북부는 6~7월에 짝짓기를 한다. 먹이는 무척추동물과 새알, 꽃꿀이며 작은 척추동물을 먹기도 한다.

## 분포 및 서식지
사우스오스트레일리아주 로프티 산맥 주변부터 퀸즐랜드주 은젤라 주변에 이르는 지역에 불연속적으로 발견되며, 예외적으로 뉴사우스웨일스주와 빅토리아주 해안 지역 대부분에서 발견된다. 퀸즐랜드 주 북동부와 웨스턴오스트레일리아주 남서부에서 고립된 개체군의 형태로 서식한다. 일부 개체군은 "국부적으로 흔하게" 발견된다고 기록되고 있으며, 기타 지역은 불확실하다.
노랑발안테키누스는 건조림과 관목림, 경엽수림을 포함한 다양한 서식지에서 발견된다. 북부 지역 해안가 히스림과 늪지 그리고 삼림에서도 서식하며, 북쪽 끝에서는 열대 덩굴식물 숲에서 발견된다.